# Блэндфорд, Роджер
Роджер Блэндфорд (англ. Roger David Blandford; род. 28 августа 1949, Грантем, Великобритания) — английский астрофизик. Труды посвящены теории чёрных дыр. Известность принесла статья про процесс Блэнфорда — Знаека, описывающий механизм возникновения излучения энергии у вращающихся чёрных дыр.
Профессор Стэнфордского университета.
Член Лондонского королевского общества (1989), Национальной академии наук США (2005), Американской академии искусств и наук (1993).

## Награды и отличия
- Премия Хелены Уорнер (1982)
- Стипендия Гуггенхайма (1988)[6]
- Премия Дэнни Хайнемана в области астрофизики (1998)
- Медаль Эддингтона (1999)
- Премия Гумбольдта (2011)[7]
- Золотая медаль Королевского астрономического общества (2013)[8]
- Премия Крафорда (2016)[9][10]
- Лекция Карла Янского (2018)[11]
- Премия Шао (2020)